# Estremisti (DC Comics)
Gli Estremisti sono un gruppo di supercriminali nelle serie sulla Justice League della DC Comics. Furono introdotti per la prima volta in Justice League Europe n. 15 (giugno 1990).

## Storia
Gli Estremisti originali erano un gruppo di super criminali dal mondo inter-dimensionale di Angor, introdotto per la prima volta nella serie della DC Comics Justice League Europe. Come i Campioni di Angor, furono basati su alcuni personaggi della Marvel Comics.

### Distruzione
Gli Estremisti furono distrutti, insieme agli altri abitanti di Angor, in un olocausto nucleare che loro stessi avevano creato. Tuttavia, precedente a questo evento, crearono dei duplicati robotizzari per un parco a tema. I duplicati si dimostrarono troppo perfetti e, finendo per accrescere la propria rabbia, andarono in caccia degli ultimi Campioni di Angor sulla Terra, dove tentarono di riprendere l'atto finale degli originali. Furono sconfitti dalla Justice League e dagli Legione dei Supereroi, con l'aiuto di Mitch Wacky, fondatore del parco a tema. Dreamslayer si dimostrò non essere un robot; sopravvisse all'olocausto nucleare perché non era umano. Mentre i suoi complici furono spenti, lui fu sconfitto da Silver Sorceress.

### Breakdowns
I robot Estremisti furono portato da "Madame Clouseau's" (parodia di Madame Toussauds) a Londra. Furono successivamente riaccesi da Dreamslayer quando possedette il corpo di Maxwell Lord durante la storia di Breakdowns. Morente a causa di una freccia inflitta da uno schiavo sotto controllo mentale, Sorceress riuscì lo stesso a sconfiggerlo. Dato che venivano potenziati dalla magia di Dreamslayer, i robot si fermarono tutti allo stesso istante.
Successivamente, la regina Beatriz di Bialya tentò di costruirsi un'armata basata sulle armature degli Estremisti. Le sue fabbriche furono distrutte da Capitan Atomo e dalla Extreme Justice.

### Nuovi Estremisti
Intrappolati nel Piano Astrale, Dreamslayer fu contattato da Overmaster, che lo aiutò a mettere in piedi una squadra chiamata Nuovi Estremisti. Fu la parte iniziale della storia Judgement Day. Dopo aver raggiunto il suo scopo, Overmaster rimandò Dreamslayer nella sua prigione astrale. I Nuovi Estremisti si unirono alla Cadre di Overmaster, e si presume che si stiano ancora espandendo.

### Il ritorno degli Estremisti
I robot Estremisti ricomparvero successivamente in Supergirl di Peter David, attivati dal nemico di Supergirl, Twilight. Power Girl aiutò la Ragazza d'Acciaio a fermare questa furia omicida, anche se non fu rivelato come furono riattivate queste creature.
I robot comparvero anche nella miniserie JLA/Avengers.

### Estremisti di Terra-8 in Countdown
Dopo Crisi infinita, gli Estremisti di un altro universo erano un gruppo di Terra-8 che rifiutarono di dar seguito ad un'ordinanza del governo che obbligava tutti i metaumani a registrarsi per i registri del Governo. In Countdown n. 29, incontrarono Donna Troy, Jason Todd, "Bob" il Monitor, e Kyle Rayner durante la ricerca del supereroe Ray Palmer, il secondo Atomo. Catturarono il gruppo, ma furono interrotti dall'arrivo del troppo zelante fratello di Bob, e allo stesso tempo, del Monarca (Nathaniel Adam) e di Forerunner. Nella confusione, Jason e gli altri si fecero da parte, e gli Estremisti offrirono loro un posto nell'armata del Monarca. Lord Havok rifiutò, attaccando il Monarca, mentre Todd attaccò Barracuda.
Gli Estremisti ebbero una loro miniserie divisa in sei parti, che cominciò nell'ottobre 2007. Nel n. 1, le origini dei Nuovi estremisti furono rivelate. Erano dei superesseri che rifiutarono di sottomettersi all'Atto sui Metaumani, un mandato governativo che obbligava i Metaumani a sottoporsi al controllo del governo (ovv

## Membri

### Estremisti
- Lord Havok - Leader del gruppo. Un criminale arrogante nascosto da un'armatura cibernetica. Fu basato su Dottor Destino. La seconda incarnazione di Lord Havok fu un robot animato dalla mente di Maxwell Lord.
- Dreamslayer - Un potente stregone, e presumibilmente un'entità demoniaca, con una nuvola d'energia che gli ricopre la testa. Si autodefinì "Signore della Dimensione del Terrore". Fu basato su Dormammu. Nella nuova serie degli Estremisti, è una lei e possiede una sua religione, completa di adoratori e seguaci.
- Gorgon - Un uomo sovrappeso con i tentacoli che gli escono dalla testa e due chele come mani. Fu basato su Dottor Octopus. Nella nuova serie degli estremisti, si trasformò dalla sua forma umana alla sua forma di Estremista, che è più piccola dell'originale.
- Tracer - Un uomo rozzo, cond elle lame attaccate alle braccia. Fu basato su Sabretooth, sebbene la sua versione di Earth-8 aveva una forte somiglianza con Wolverine.
- Doctor Diehard - Un maestro del campo magnetico, che indossa un mantello rosso e un elmo che gli copre il volto. Fu basato su Magneto. La sua versione di Terra-8 aveva anche una scuola per "Zen Men", come connessione al Professor Xavier.
- Carny - Debuttò come robot nella storia "Extremist Vector" in JLE n. da 15 a 18. Ricomparve come umano in "Lord Havok and the Extremists" n. 1, dove fu ucciso da Lord Havok per aver rifiutato di servirlo. Fu basato sul criminale della Marvel Arcade.

### Nuovi Estremisti
- Brute - Una fonte di potere non intelligente.
- Cloudburst - Un uomo con potere di controllo sul clima.
- Angelo della Morte - Una donna con le chele, si pensa che sia stata avvelenata.
- Gunshot - Un utilizzatore di armi sempre in silenzio.
- Meanstreak - Una donna cattiva che può lanciare colpi d'energia. Ricomparve in Salvation Run.

### Estremisti di Terra-8
- Una versione di Terra-8 di Lord Havok, Dreamslayer, Dr. Diehard, Gorgon, Tracer, e Carny esistettero su quella Terra, con l'aggiunta di un personaggio in più, Barracuda, un essere simile ad un pesce basato su Namor.

## Altri media

### Televisione
- Gli Estremisti originali (senza Dr. Diehard) comparvero nell'episodio Shadow of the Hawk, della serie animata Justice League Unlimited. Non furono mostrati come esseri terribilmente efficaci contro la Justice League.